# Justicia nodicaulis
Justicia nodicaulis là một loài thực vật có hoa trong họ Ô rô. Loài này được (Nees) Leonard mô tả khoa học đầu tiên năm 1959.